# Свердловино-місяць
Свердловино-місяць (рос. скважино-месяц; англ. well- month; нім. Sonde-Monat) — умовний показник, що характеризує календарний час перебування експлуатаційних свердловин у складі фонду свердловин, умовна часова одиниця вимірювання тривалості роботи і простоїв, яка дорівнює 30 свердловино-добам, або 720 свердловино-годинам (умовна середньомісячна кількість діб чи годин перебування або роботи свердловини в складі фонду свердловин підприємства). Для визначення тривалості роботи в добах чи годинах потрібно помножити кількість свердловино-місяців відповідно на 30 чи 720.

## Окремі показники
Розрізняють свердловино-місяці, які числяться за експлуатаційним і діючим фондами свердловин, та свердловино-місяці експлуатації (відпрацьовані).
СВЕРДЛОВИНО-МІСЯЦІ ВІДПРАЦЬОВАНІ — частка від ділення сумарного часу роботи свердловин діючого фонду в годинах на 720.
СВЕРДЛОВИНО-МІСЯЦІ ЕКСПЛУАТАЦІЇ — сумарний час роботи свердловин, що діють, тобто час, протягом якого свердловини давали продукцію. Час накопичення рідини в процесі періодичної експлуатації свердловин відноситься до робочого часу.
СВЕРДЛОВИНО-МІСЯЦІ НАЛІЧУВАНІ — частка від ділення всього календарного часу перебування свердловин у діючому фонді в годинах на 720.
СВЕРДЛОВИНО-МІСЯЦІ, ЯКІ ЧИСЛЯТЬСЯ ЗА ЕКСПЛУАТАЦІЙНИМ ФОНДОМ СВЕРДЛОВИН — сумарний календарний час, протягом якого свердловини числились в експлуатаційному (видобувному) фонді (в дії і недії).